# Los Bunkers: Tour 2013
Los Bunkers: Tour 2013 fue una gira de verano de la banda chilena Los Bunkers. Estas giras son realizadas tradicionalmente por la banda recorriendo su país natal durante los meses de enero y febrero donde en la mayoría de los casos se tratan de eventos gratuitos organizados por la municipalidad de cada ciudad o eventos auspiciados por la cadena de casinos Enjoy. En esta ocasión no promocionaron ningún disco, ya que La velocidad de la luz se encontraban en proceso de masterización durante este tiempo.

## Shows
| Fecha         | Ciudad       | Región      | Lugar                          | Notas                           |
| ------------- | ------------ | ----------- | ------------------------------ | ------------------------------- |
| 25 de enero   | Yungay       | VIII Región | Balneario Trilaleo             | Semana Yungayina                |
| 26 de enero   | Peñaflor     | RM          |                                |                                 |
| 26 de enero   | Quillota     | V Región    |                                |                                 |
| 30 de enero   | Cañete       | VIII Región | Estadio Fiscal                 |                                 |
| 31 de enero   | Parral       | VII Región  | Plaza Municipal                | Semana Parralina                |
| 1 de febrero  | Canela       | IV Región   | Municipalidad de Canela        |                                 |
| 2 de febrero  | Pisco Elqui  | IV Región   | Cancha de fútbol               |                                 |
| 7 de febrero  | Valdivia     | XIV Región  | Casino Dreams                  |                                 |
| 8 de febrero  | Castro       | X Región    | Enjoy Castro                   |                                 |
| 9 de febrero  | Villarrica   | IX Región   | Estadio Municipal              | V Festival de la Canción        |
| 13 de febrero | Iquique      | I Región    | Casa del Deportista            |                                 |
| 14 de febrero | Curicó       | VII Región  | Grado 6 Discoteque             |                                 |
| 15 de febrero | Puerto Montt | X Región    | Arena Puerto Montt             | Festival Sentados Frente al Mar |
| 20 de febrero | Antofagasta  | II Región   | Enjoy Antofagasta              |                                 |
| 21 de febrero | Coquimbo     | IV Región   | Enjoy Coquimbo                 |                                 |
| 22 de febrero | Vallenar     | III Región  | Estadio Municipal Nelson Rojas |                                 |
| 23 de febrero | Rinconada    | V Región    | Enjoy Rinconada                |                                 |
| 24 de febrero | Viña del Mar | V Región    | Enjoy Viña del Mar             |                                 |
| 27 de febrero | Talcahuano   | VIII Región | Estadio CAP                    |                                 |